# Canadian National Soccer League
La Canadian National Soccer League, nota anche con l'acronimo CNSL, è stata una lega calcistica canadese che operò soprattutto nelle province dell'Ontario e del Québec, attiva tra il 1926 ed il 1997.

## Storia
La lega venne fondata con il nome National Soccer League nell'aprile 1926 da alcuni club scontenti dell'Inter-City League, ovvero il Toronto Ulster Utd e il Montréal Carsteel. Il primo campionato iniziò nel maggio dello stesso anno e vide la vittoria dell'Ulster Utd. Contemporaneamente la lega organizzò anche una coppa, che vide sempre la vittoria dell'Ulster Utd.
La seconda edizione del torneo non venne mai portata termine invece perché molte squadre erano impegnate in altre leghe oppure in lucrose tournée amichevoli come i campioni in carica del Toronto Ulster.
La lega vide una ulteriore sospensione durante il secondo conflitto mondiale tra il 1942 ed il 1946.
A partire dalla stagione 1993 la lega assunse il nome Canadian National Soccer League.
La lega terminò la sua attività al termine della stagione 1998, dando origine alla Canadian Professional Soccer League.
Alcune squadre che militarono nella lega divennero professionistiche spostandosi in altre leghe. Il Toronto Italia partecipò alla ECPSL e poi con il nome di Toronto Falcons alla NPSL e alla celeberrima NASL. Il Montréal Cantalia giocò anch'essa nella ECPSL. Il Toronto Croatia invece si unì nel 1974 ai Toronto Metros della NASL e sotto il nome di Toronto Metros-Croatia vinse la North American Soccer League 1976.

## Albo d'oro
| Stagione  | Vincitore                                     | Vincitore regular season   |
| --------- | --------------------------------------------- | -------------------------- |
| 1926      | Toronto Ulster Utd                            |                            |
| 1927      | Non terminato                                 |                            |
| 1928      | Montréal C.N.R.                               |                            |
| 1929      | Montréal C.N.R.                               |                            |
| 1930      | Toronto Scottish                              |                            |
| 1931      | Toronto Scottish                              |                            |
| 1932      | Toronto Ulster Utd                            |                            |
| 1933      | Toronto Ulster Utd                            |                            |
| 1934      | Toronto Ulster Utd                            |                            |
| 1935      | Frood Mines                                   |                            |
| 1936      | Montréal Carsteel                             |                            |
| 1937      | British Consols                               |                            |
| 1938      | Royal Victoria Hospital                       |                            |
| 1939      | Royal Victoria Hospital                       |                            |
| 1940      | Montréal Carsteel                             |                            |
| 1941      | Toronto Ulster Utd                            |                            |
| 1942-1946 | Sospensione del campionato per cause belliche |                            |
| 1947      | Montréal Stelco                               |                            |
| 1948      | Montréal Carsteel                             |                            |
| 1949      | East End Canadians                            |                            |
| 1950      | Hamilton Westinghouse                         |                            |
| 1951      | Toronto Ukraina                               | Toronto St. Andrews        |
| 1952      | East End Canadians                            |                            |
| 1953      | Toronto Ukraina                               | Toronto Ukraina            |
| 1954      | Toronto Ulster Utd                            | Toronto Ukraina            |
| 1955      | Toronto Ulster Utd                            | Toronto Ukraina            |
| 1956      | Polish White Eagles                           | Polish White Eagles        |
| 1957      | Toronto Italia                                | Toronto Italia             |
| 1958      | Montréal Hungaria                             | Montréal Hungaria          |
| 1959      | Toronto Italia                                | Montréal Cantalia          |
| 1960      | Toronto Italia                                | Toronto Italia             |
| 1961      | Toronto Ukraina                               | Toronto Roma               |
| 1962      | Italian Virtus                                | Olympia-Harmonie           |
| 1963      | Toronto Ukraina                               | Italian Virtus             |
| 1964      | Toronto Ukraina                               | Toronto Ukraina            |
| 1965      | Toronto Hakoah                                | Toronto Ukraina            |
| 1966      | Windsor Teutonia                              | Sudbury Italia Flyers      |
| 1967      | Windsor Teutonia                              | Hamilton Primos            |
| 1968      | Sudbury Italia Flyers                         | Sudbury Italia Flyers      |
| 1969      | First Portuguese                              |                            |
| 1970      | Hamilton Croatia                              | Toronto Croatia            |
| 1971      | Toronto Croatia                               | Toronto Croatia            |
| 1972      | Toronto Italia                                | Toronto Croatia            |
| 1973      | Toronto Hungaria                              | Toronto Croatia            |
| 1974      | Toronto Croatia                               | Serbian White Eagles       |
| 1975      | Toronto Italia                                |                            |
| 1976      | First Portuguese                              | Toronto Italia             |
| 1977      | Montréal Castors                              |                            |
| 1978      | Toronto Falcons                               | Montréal Castors           |
| 1979      | First Portuguese                              |                            |
| 1980      | Panhellenic Olympics                          | Toronto Falcons            |
| 1981      | Hamilton Steelers                             | Hamilton Steelers          |
| 1982      | Hamilton Steelers                             | Toronto Italia             |
| 1983      | Toronto Italia                                | Panhellenic Olympics       |
| 1984      | Toronto Italia                                | Toronto Italia             |
| 1985      | Toronto Italia                                | London Marconi             |
| 1986      | Toronto Italia                                | Toronto Blizzard           |
| 1987      | Toronto Italia                                | Windsor Wheels             |
| 1988      | Toronto Croatia                               | Toronto Italia             |
| 1989      | Toronto Italia                                |                            |
| 1990      | First Portuguese                              |                            |
| 1991      | Toronto Italia                                |                            |
| 1992      | Toronto Croatia                               |                            |
| 1993      | St. Catharines Roma Wolves                    | Toronto Rockets            |
| 1994      | Toronto Italia                                | Toronto Italia             |
| 1995      | St. Catharines Roma Wolves                    | St. Catharines Roma Wolves |
| 1996      | Toronto Italia                                | Toronto Italia             |
| 1997      | St. Catharines Roma Wolves                    | St. Catharines Roma Wolves |